# 庫石街
庫石街（瑞典語：Korsvägen）是瑞典哥德堡海登區和洛倫斯堡區的一個公共交通樞紐及路口。雖然「Korsvägen」的字面意思可理解為「十字路口」，但實際上該處為南路、斯堪尼街和厄爾格呂特路的交匯處。此街位於活動區的中心地帶，許多重要的活動場地和旅遊景點皆為於附近。西部連接綫的庫石街站正於此街地下20米興建中，預計2030年通車。

## 歷史
這個名稱最早於1785年出現於《Götheborgska Nyheter》，當時被記載為「Korswägen與Gamle Port 之間」。在1875年至1896年的地址日曆中，Korsvägen指的是一段現在的厄爾格呂特路，從南路或斯堪尼街延伸至 Underåsbron。然而，這個名稱很可能不是指某段道路，而是指一個十字路口。1951年，根據哥德堡市議會的決定，南路與厄爾格呂特路的交叉口被改建成一個迴旋處。1915年，這個地點曾被命名為Johannebergsplatsen，源自旁邊的Johanneberg莊園，但1929年正式確立了「Korsvägen」作為其名稱。

## 路況
庫石街是三條道路的交匯處，並設有大量側式月台電車站及巴士站，道路亦圍繞這些路綫延伸及設停靠着。雖然此路口理論上是一個圓環，但實際上從五個方向而來的車輛必須讓路予電車、公共巴士、單車及行人。在2008年6月16日至2014年6月4日期間，庫石街的官方標示為環島，其後改變為帶有讓路標誌（規定進入庫石街的車輛必須禮讓已經在庫石街內的車輛）的路口。在庫石街的南端，與南路和埃克蘭達街的交匯處亦設有同樣的交通標誌。